# Zmienne zależna i niezależna

Zmienna zależna i niezależna

Zmienne zależne i niezależne – sposób odróżniania dwóch rodzajów wielkości:
- te, które są dostępne od początku procesu i przez niego ukonstytuowane nazywane są zmiennymi niezależnymi;
- te, które pojawiają się później i są w ten sposób zależne od poprzednich nazywa się zmiennymi zależnymi.

W matematyce zmienne zależne rozumie się zwykle jako funkcje zmiennych niezależnych.
W modelowaniu statystycznym i ekonometrycznym, np. w analizie regresji lub w analizie wariancji, zmiennymi niezależnymi nazywa się dość często zmienne objaśniające, a zmiennymi zależnymi zmienne objaśniane. Może to być mylące ze względu na to, że niezależność zdarzeń i zmiennych losowych to w teorii prawdopodobieństwa zupełnie inne pojęcie, zaś zmienne objaśniające często są zależne między sobą i skorelowane ze zmienną objaśnianą.

## Przykład 1
Rozważmy taką sytuację z punktu widzenia mechaniki klasycznej:
Jeżeli kamień zostanie rzucony pionowo w górę, to wraz z upływem czasu (oznaczonym przez zmienną {\displaystyle t}) będzie się zmieniała jego odległość od ziemi (oznaczona przez zmienną {\displaystyle h}). Zatem zmienna {\displaystyle h} wyraźnie zależy od zmiennej {\displaystyle t,} gdyż odległość kamienia od ziemi zależy od momentu, w którym ją zmierzymy. Natomiast nie zachodzi relacja odwrotna, tzn. niezależnie od odległości kamienia od ziemi, czas płynie zawsze tak samo, czyli zmienna {\displaystyle t} nie zależy od zmiennej {\displaystyle h.} Zatem {\displaystyle t} jest zmienną niezależną natomiast {\displaystyle h} jest zmienną zależną (od zmiennej {\displaystyle t}).
Można znaleźć dokładniejszy związek pomiędzy czasem i odległością kamienia od ziemi i zapisać w postaci wzoru matematycznego, przyjmując pewne założenia upraszczające (takie jak między innymi brak oporu powietrza), dostając takie równanie:
{\displaystyle h(t)=v_{0}t-gt^{2}/2,}
gdzie {\displaystyle v_{0}} to prędkość pionowa z jaką kamień został wyrzucony z powierzchni ziemi, natomiast {\displaystyle g} to przyspieszenie ziemskie. W ten sposób, przyjmując pewne założenia upraszczające rzeczywistość (prosty model fizyczny), znaleźliśmy użyteczny w pewnych sytuacjach (z praktycznego punktu widzenia) związek zmiennej niezależnej {\displaystyle t} i zależnej {\displaystyle h.}

## Przykład 2
Dane równanie {\displaystyle s=vt} w interpretacji fizycznej ruchu zawiera w sobie dwie zmienne zależne: {\displaystyle s=s(t)} oraz {\displaystyle v=v(t).} Oznacza to, że przebyta droga {\displaystyle s} oraz prędkość {\displaystyle v} są zależne od czasu i można, a nawet należy te wielkości rozpatrywać jako pewne funkcje czasu. Ostatecznie pełna forma przybierze postać
{\displaystyle s(t)=v(t)\cdot t.}
Podobnie w równaniach różniczkowych można rozpatrywać przyrosty (różniczki) względem parametrów. W zapisie równań różniczkowych ze zmiennymi zależnymi i niezależnymi
{\displaystyle {\frac {ds(t)}{dt}}={\frac {dv(t)}{dt}}\cdot t+v(t)\cdot 1={\frac {dv(t)}{dt}}t+v(t),}
lub w notacji kropkowej – kropka nad znakiem oznacza różniczkę danego wyrażenia względem zmiennej niezależnej
{\displaystyle {\dot {s}}={\dot {v}}t+v.}